# Syntheta nigerrima
Syntheta nigerrima là một loài bướm đêm trong họ Noctuidae.